# فرودگاه سالکا

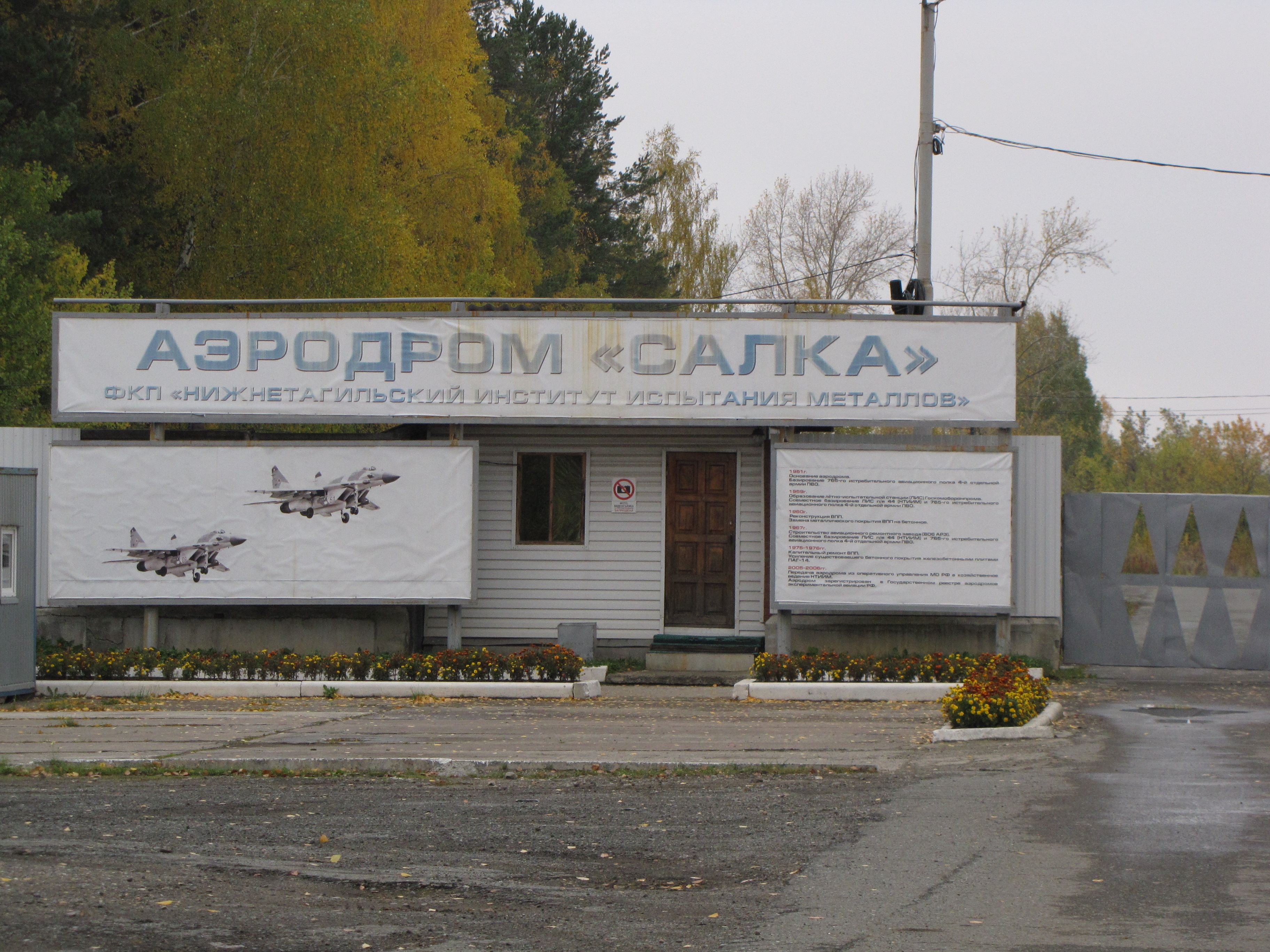
ایست بازرسی فرودگاه سالکا

فرودگاه سالکا فرودگاهی عمومی واقع در نیژنی تاگیل در کشور روسیه است.